# Annus mirabilis
Pour les articles homonymes, voir Annus mirabilis (homonymie).
Annus mirabilis est une locution latine pouvant se traduire par « merveilleuse année », « année de merveilles » ou encore « année des miracles ». Elle aurait été utilisée la première fois par John Dryden dans le poème du même nom pour désigner l'année 1666.
Au XXIe siècle, elle sert surtout à désigner différentes années qui ont marqué la physique : publication de plusieurs travaux d'importance par Isaac Newton en 1666 et publication de quatre articles par Albert Einstein en 1905.
Par extension, elle peut désigner une année particulièrement féconde chez une personnalité.

## 1492: l'année des Rois catholiques
Isabelle Ire de Castille et Ferdinand II d'Aragon règnent alors que l'Espagne connaît deux événements majeurs :
- au début de l'année, la prise de Grenade marque la fin de la Reconquista.
- à sa fin, Christophe Colomb termine son voyage en découvrant l'Amérique.

Les Rois catholiques font construire le Tempietto de San Pietro in Montorio pour commémorer cette annus mirabilis.

## 1543: le début de la science moderne
En 1543, ce fut le début de la révolution scientifique car :
- Vésale a publié De humani corporis fabrica (De la substance du corps humain), révolutionnant l'étude de l'anatomie humaine.
- Copernic a publié De revolutionibus orbium coelestium (Sur la révolution des sphères célestes).

## 1666: l'année des merveilles
Selon l’Oxford English Dictionary, la locution Annus Mirabilis apparue pour la première fois en tant que titre d'un poème écrit par John Dryden : Annus Mirabilis, lequel décrivait des évènements survenus pendant les années 1665 et 1666. L'Angleterre vivait de grandes calamités : la Grande peste de Londres (1665) et le Grand incendie de Londres (1666). Dryden préféra interpréter l'absence de plus grands désastres comme une intervention miraculeuse de Dieu, car « 666 » (le nombre de la Bête) est dans 1666, ce qui amena certains à prédire de grandes catastrophes.
De plus, la flotte anglaise défit la flotte hollandaise lors de la bataille de North Foreland. Cependant, en 1667, la flotte hollandaise a brûlé la plupart des vaisseaux de la flotte anglaise lors du raid sur la Medway et Charles II dut négocier pour obtenir la paix.

## 1666: l'année d'Isaac Newton

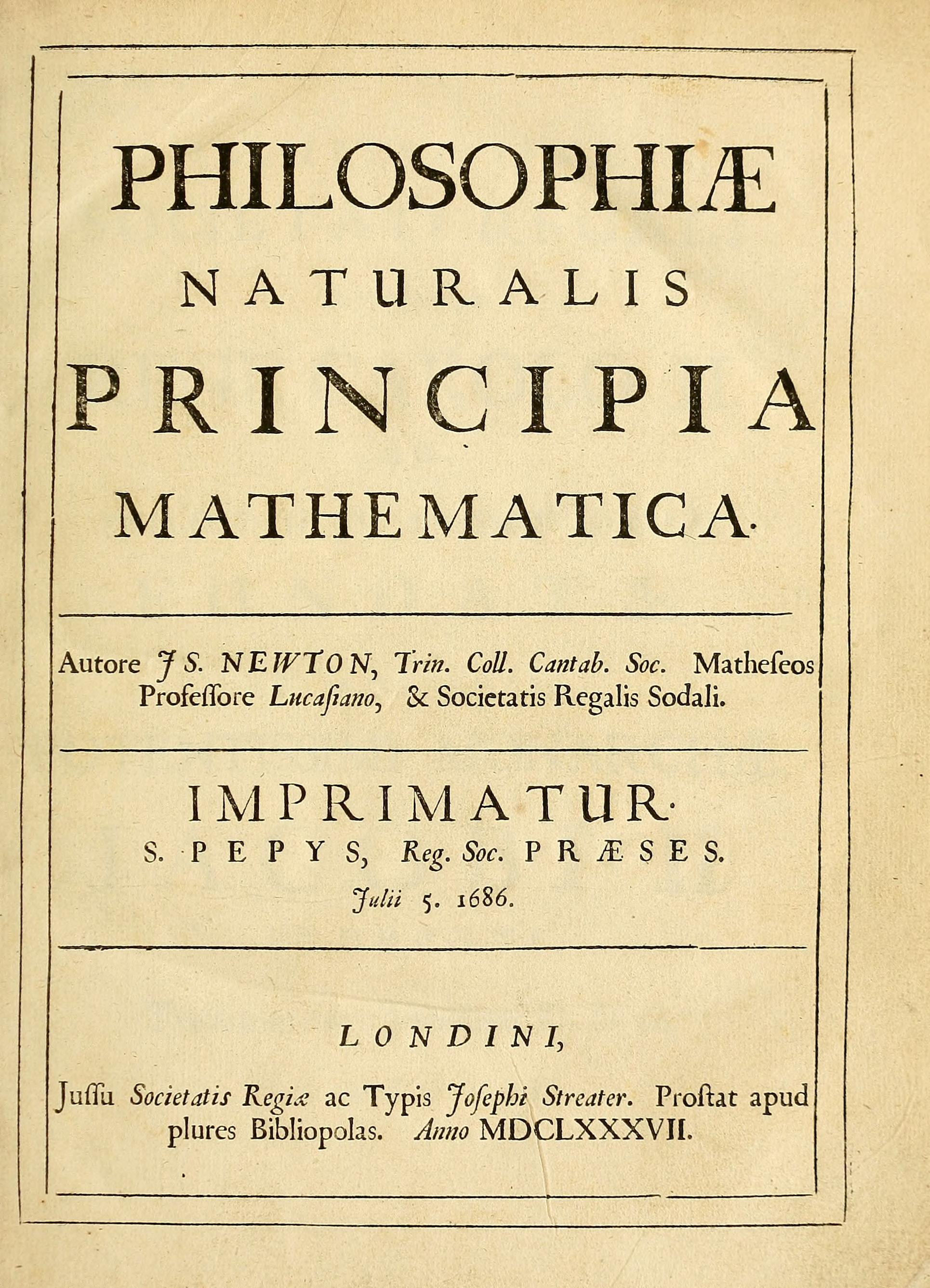
Page de Couverture de Principia mathematica.

En 1666, Isaac Newton a publié plusieurs résultats importants en physique. Il a créé une nouvelle branche des mathématiques : l'Analyse, ce qui lui permet de résoudre plusieurs problèmes de physique liés aux vitesses et aux accélérations. Il a proposé un nouveau modèle théorique pour expliquer les comportements des ondes optiques (voir Théorie corpusculaire de la lumière). Il publiera son œuvre maîtresse Principia mathematica en 1687 avec l'énoncé de la loi universelle de la gravitation.

## 1759: l'année de William Pitt
En 1759, l'Angleterre obtint une série de victoires, tant en Amérique du Nord, qu'aux Indes et dans divers engagements navals. Elle permit de mettre fin à la guerre de Sept Ans. Pour cette raison, cette année est qualifiée d'annus mirabilis de William Pitt l'Ancien.

## 1905: l'année d'Albert Einstein
En 1905, Albert Einstein publie quatre articles dans Annalen der Physik. Un article traite de l'effet photoélectrique et un autre traite du mouvement brownien, ils permettent d'asseoir la théorie des quanta sur une base expérimentale. Un troisième, intitulé Zur Elektrodynamik bewegter Körper (De l'électrodynamique des corps en mouvement), décrit la théorie de la relativité restreinte et bouleverse ainsi plusieurs notions physiques sur le mouvement, le temps et l'espace. Finalement, son quatrième article décrit l'équivalence masse-énergie, le plus souvent résumée par E=mc2.